# 무함마드 빈 함맘
모하메드 빈 함맘(Mohammed Bin Hammam, 1949년 5월 8일 ~ )은 카타르 출신의 전 9대 아시아 축구 연맹의 회장이다.

## 같이 보기
- FIFA 회장 목록
- AFC 회장 목록